# Norbert Van Houten
Norbert Van Houten er en fiktiv person i tv-serien The Simpsons. Han vil gerne kaldes for "Zack" og er Milhouses onkel fra Danmark. Han er kun med i ét enkelt afsnit, som hedder Little Orphan Millie, hvor han passer på Milhouse efter at Milhouses forældre er forsvundet på havet. Han er ligner til forveksling Indiana Jones.